# آكل العسل الليويني
آكل العسل الليويني (الاسم العلمي: Meliphaga lewinii) (بالإنجليزية: Lewin's Honeyeater)‏ هو نوع من الطيور يتبع جنس آكل العسل من فصيلة آكلات العسل.